# Setodes abhichobhita
Setodes abhichobhita är en nattsländeart som beskrevs av Schmid 1987. Setodes abhichobhita ingår i släktet Setodes och familjen långhornssländor. Inga underarter finns listade i Catalogue of Life.